# Liste des clochers-murs du Lot
Cet article recense les édifices religieux du Lot, en France, munis d'un clocher-mur.

## Liste
- Église Saint-Étienne de Calviac du XIXe siècle
- Église Sainte-Lucie de Pontverny du XIIIe siècle à Calviac.
- Église Notre-Dame d'Estal du XIXe siècle
- Montcabrier (Lot)